# هانساس گتساس
هانساس گتساس (لیتوانیایی: Hansas Gecas؛ ۲۴ سپتامبر ۱۸۹۹ – نامشخص) بازیکن فوتبال اهل لیتوانی بود.
وی همچنین در تیم ملی فوتبال لیتوانی بازی کرده‌است.